# یواس‌اس اورانوس (ای‌اف-۱۴)
یواس‌اس اورانوس (ای‌اف-۱۴) (به انگلیسی: USS Uranus (AF-14)) یک کشتی بود که طول آن ۲۶۹ فوت ۶ اینچ (۸۲٫۱۴ متر) بود. این کشتی در سال ۱۹۳۳ ساخته شد.